# ويليام إل. قاي
ويليام إل. قاي (بالإنجليزية: William L. Guy)‏ هو ضابط وسياسي أمريكي، ولد في 30 سبتمبر 1919 في ديفيلز ليك في الولايات المتحدة، وتوفي في 26 أبريل 2013 في ويست فارغو في الولايات المتحدة بسبب مرض آلزهايمر. نشط حزبياً في الرابطة الديمقراطية غير الحزبية في داكوتا الشمالية ‏ والحزب الديمقراطي. وقد انتخب عضو مجلس نواب داكوتا الشمالية وانتخب حاكم شمال داكوتا ‏ (4 يناير 1961 – 2 يناير 1973).

## وصلات خارجية
- ويليام إل. قاي على موقع إن إن دي بي (الإنجليزية)